# Halfway Down
Halfway Down is een gedicht van Alan Alexander Milne uit zijn gedichtenbundel When We Were Very Young uit 1924. Volgens de Amerikaanse recensent Zena Sutherland geeft de tekst goed het gevoel weer dat leeft bij een gestraft kind. Het was in de tijd van de schrijver gebruikelijk dat kinderen voor straf een lange tijd op een trap moesten blijven zitten. Algemeen wordt aangenomen dat Janneman Robinson, het kind uit Milne's Winnie de Poeh verhalen, de verteller van het gedicht is. 

## Halfway Down the Stairs
Aan de hand van het gedicht schreef Harold Fraser-Simon er muziek bij. Het nummer werd voor het eerst gebruikt in het eerste seizoen van The Muppet Show, waar het werd gezongen door een neefje van Kermit de Kikker, Robin de Kikker. Later werd het nummer uitgebracht op de The Muppet Show LP, de cd The Best of the Muppets en op de videoband Playhouse Video: Children's Songs and Stories.

## Covers
- Rowlf bracht een cover uit op zijn album Ol' Brown Ears is Back.
- Amy Lee van de band Evanescence zong een cover dat op het in 2011 uitgebrachte album Muppets: The Green Album staat.
- Peter Griffin zong dit lied in de Family Guy aflevering  You Can't Handle the Booth!, wanneer hij vast komt te zitten halverwege de trap.